# Titikaveka Football Club
Maillots
Le Titikaveka FC est un club de football des îles Cook.

## Palmarès

### Section masculine
- Championnat des Îles Cook  (14)
  - Champion : 1950, 1971, 1972, 1973, 1974, 1975, 1976, 1977, 1978, 1979, 1981, 1982, 1983, 1984
- Coupe des Îles Cook (3)
  - Vainqueur : 1950, 1979, 1984

### Section féminine
- Championnat des Îles Cook (1)
  - Champion : 2018